# San Cosme de la Paz
San Cosme de la Paz är en ort i Mexiko.   Den ligger i kommunen San Andrés Cabecera Nueva och delstaten Oaxaca, i den sydöstra delen av landet, 300 km sydost om huvudstaden Mexico City. San Cosme de la Paz ligger 866 meter över havet och antalet invånare är 157.
Terrängen runt San Cosme de la Paz är kuperad åt sydväst, men åt nordost är den bergig. Runt San Cosme de la Paz är det ganska glesbefolkat, med 28 invånare per kvadratkilometer. Närmaste större samhälle är Yutecoso Cuauhtémoc, 9,0 km nordost om San Cosme de la Paz. I omgivningarna runt San Cosme de la Paz växer huvudsakligen savannskog.